# Сінгалевич Юрій Олександрович
Юрій Олександрович Сінгалевич (25 травня 1911, с. Романів — 28 липня 1947, м. Львів) — український бандурист, актор, лялькар, художник і громадський діяч. Засновник і керівник капел бандуристів.

## Життєпис
Народився в с. Романові на Львівщині в родині поштового урядника Олександра Яковича Сінґалевича. Згодом батька перевели до Бережан, де той помер. Племінник Володимира Сінґалевича.
1925 р. Юрій Сінґалевич вступив до львівської академічної гімназії, яку закінчив 1933 р.. Під час навчання в гімназії Юрій вступив до Пласту і був членом куреня ч. 1 ім. Петра Сагайдачного. У 1929 р. заснував курінь ч. 82 імені полковника Дмитра Вітовського при бурсі святого Йосафата. У той самий час за підручником Гната Хоткевича змайстрував собі бандуру і почав навчатився у Марії Шостак (Гасюк) яка в свій час вивчала гру на бандурі у Василя Ємця на Кубані та в Празі. Під час щорічних Свят весни у Брюховичах часто виконував під супровід бандури відомі стрілецькі пісні та власні обробки народних пісень.
Після навчання працював у Львівській філії Празького кредитного банку та у часописі «Діло». Мав малярські здібності та у 1933 — 1934 рр. відвідував мистецьку школу художника Олекси Новаківського. Саме у цей період з-під його пензя вийшли, переважно невеликі живописні твори — пейзажі, натюрморти: «Маки на городі», «Рожі. Натюрморт». Крім того, 1937 р. створив обкладинку до часопису «Відродження».

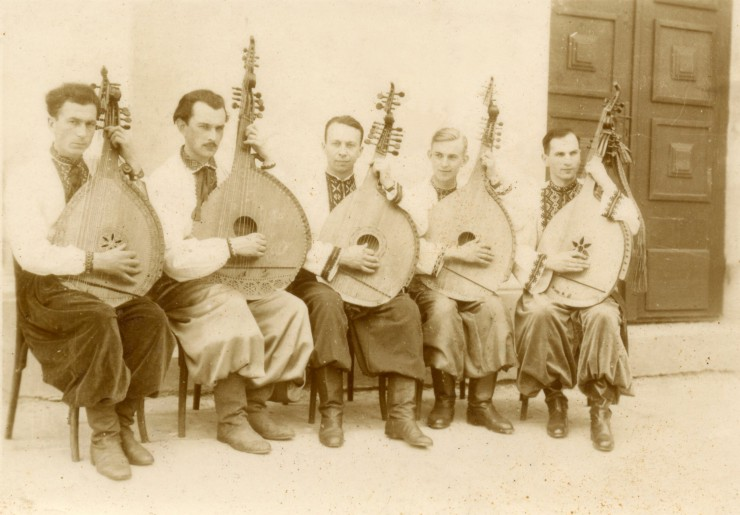
Ансамбль Сінґалевича (літо 1939 року; зліва направо: С. Ластович, З. Штокалко, Ю. Сінґалевич, В. Юркевич, С. Ганушевський)

Популяризував кобзу в західних областях України, виступаючи як соліст-бандурист, а також в ансамблях разом із С. Ганушевським, С. Малюцою, Г. Бажулом, З. Штокалком, С. Ластовичем, В. Юркевичем та іншими. У репертуарі мав багато історичних, побутових, жартівливих пісень, інструментальних творів у власних обробках, кілька дум. Свої концертні виступи супроводжував короткою бесідою про кобзу.
Досяг високої техніки гри. Грав трьома пальцями лівої руки на басах (двох октавного розміщення).
Згодом створив кобзарську школу, учні якої не тільки вчилися гри на бандурі та інших старовинних інстументах, а й самі виготовляли інструменти.
У 1930-х рр. польська фірма «Одеон» випустила декілька грамплатівок із записами народних пісень та танців у виконанні Юрія Сінгалевича, до якої увійшли «Журавель», «Понад балку летить галка», «Харківський танок» та багато українських народних пісень.
Сінгалевичу належить багато обробок на бандуру українських народних пісень. Мав і власні твори. Його пісня «Про визволення» мала великий успіх у слухачів.
1937 р. одружився з Наталією Дуцько.
Під час Другої світової війни, у 1943 — 1944 рр. перебував у Перемишлі, де належав до трупи українського драматичного театру ім. І. Франка, яким керував Богдан Сарамаґа, а адміністратором театру був Омелян Урбанський.
На початку 1940-х рр. сформував першу в Галичині дитячу капелу бандуристів, а 1944 р.  при Львівському будинку народної творчості заснував першу капелу дорослих бандуристів. Підготував до друку підручник гри на бандурі, написав багато вправ та етюдів для бандури, обробок українських народних пісень.
У 1945-1946 рр. працював художником у львівському ляльковому театрі, власноручно виготовляв з глини ляльки для вистав.
В ляльковому театрі започаткував серійне виготовлення бандур діатонічного типу, яке пізніше перетворилося на фабричне виробництво музичних інструментів (інструменти зберігаються в колекції Олексія Нирка в Ялтинському музеї кобзарського мистецтва).
Зробив багато бандур. Йому належать конструкція бандури з двома головками і важелями для перестроювання.
В домашньому музеї Ю. Сінгалевича було декілька оригінальних бандур, торбан та інші народні інструменти.
28 липня 1947 р. Ю. Сінгалевич, повертаючись з капелою з чергового концерту, загинув в автомобільній катастрофі. Похований на Личаківському цвинтарі у Львові.
Твори зберігаються переважно в приватних колекціях Львова.

## Учні
Виховав цілу плеяду молодих здібних бандуристів, прищеплюючи їм дух та традиції лицарства і патріотизму:
- Тереза Ваврик
- Всеволод Васильківський
- Степан Ганушевський
- Мирослава Гребенюк
- Юрій Данилів
- Володимир Дичак
- Богдан Жеплинський
- Семен Ластович
- Любов Малкуш
- Степан Малюца
- Антон Малюца
- Андрій Мота
- Володимир Проник
- Зенон Семків
- Михайло Табінський
- Володимир Юркевич
- Володимир Хомик
- Зіновій Штокалко

## Вшанування пам'яті
Всеукраїнський дитячо-юнацький конкурс бандуристів ім. Ю.Сінґалевича заснований 2017 р. директором Львівської державної дитячої музичної школи № 6 Б. Ховзуном. Метою та основними завданнями конкурсу є пропаганда і популяризація творчості Юрія Сінґалевича, підтримка та розвиток української національної культури, пропаганда традицій кобзарського виконавства, підтримка та презентація кращих зразків української музичної культури та надання пріоритету національному кобзарському духу як складової частини патріотичного виховання молоді. Перший конкурс відбувся 28—30 квітня 2017 р. у Львові.